# Ptygura spongicola
Ptygura spongicola är en hjuldjursart som beskrevs av Berzinš 1950. Ptygura spongicola ingår i släktet Ptygura och familjen Flosculariidae. Inga underarter finns listade i Catalogue of Life.